# Karl Pearson
Karl Pearson (London, 1857. március 27. – Coldharbour, Surrey, Anglia, 1936. április 27.) angol matematikai statisztikus, a modern statisztika alapjainak megteremtője, az eugenika (eugenetika) támogatója. 1911-ben a londoni egyetemen megalapította a világ első statisztikai tanszékét. Ő írta meg Sir Francis Galton életrajzát. Születésének 150. évfordulóján 2007. március 23-án Londonban konferenciát tartottak a tiszteletére.

## Családja
Carl Pearson, később Karl Pearson (1857–1936) William Pearson és Fanny Smith második gyermekeként született. Három testvére volt: bátyja Arthur és húga, Amy; illetve apjának volt egy törvénytelen fia, Frederick Mockett.
Pearson édesanyja, Fanny Smith, tengerész családból származott; édesapja Edinburghban jogot hallgatott, majd sikeres ügyvéd lett, később Királyi Tanácsos. Mindketten Yorkshire közelében nőttek fel.
Carl Pearson nevét a Heidelbergi Egyetemre való beiratkozáskor véletlen elírták, majd 1884-től a hivatalos neve is ez lett – valószínűleg Karl Marx neve után döntött így.
Okleveles történész és germanológus. Az 1880-as éveket Berlinben, Heidelbergben, Bécsben, Lenzkirchben és Broxleggben töltötte. Olvasta Goethe, Spinoza, Dante és Rousseau műveit, valamint megalapította a Férfiak és Nők Klubját, a nemek közötti ellentétek, eltérések csökkentése céljából.
1890-ben feleségül vette Maria Sharpe-ot, aki a Kenrick, Reid, Rogers és a Sharpe családokkal volt rokonságba. Neves felmenői:
- Samuel Rogers, költő (1763-1855)
- Sutton Sharpe, ügyvéd (1797-1843)
- Samuel Sharpe, egyiptológus és filantropológus (1799-1881)
- John Kenrick, nonkonformista (nem anglikán) lelkész

Karl és Maria Pearsonnak két lánya, Sigrid Loetitia Pearson és Helga Sharpe Pearson, és egy fia született, Egon Sharpe Pearson. Egon kiemelkedő statisztikus lett, a Neyman-Pearson alaplemma kidolgozója. Apja nyomdokaiba lépve a University College London alkalmazott statisztikai tanszékének vezetője lett.

## Tanulmányai, korai munkássága
Egészen 9 éves koráig otthon tanították, ezután a University College magániskolában folytatta tanulmányait, amit egy betegség miatt 16 évesen meg kellett szakítania. 1875-ben ösztöndíjat kapott King’s College matematika szakjára. Többek között Stokes, Clerk Maxwell, Caylay és Burnside és Routh óráit látogatta. 1879-ben diplomázott, doktori fokozatot szerzett. Ezek után Németországba utazott, ahol a Heidelbergi Egyetemen fizikát tanult. Tanárai G.H. Quincke és a metafizikus Kuno Fischer voltak. Nem sokkal később a berlini egyetemre iratkozott be, ahol középkori és 16. századi német irodalmat, szociológiát tanult, valamint római jogot Brunstól és Mommsentől, fiziológiát Emil du Bois-Reymondtól hallgatott.
A német irodalmat illetően olyannyira kiemelkedő tudással rendelkezett, hogy felajánlották neki a Cambridge-i Egyetemen a német tanszék vezetői posztját. 1880-ban visszatért Angliába. Ekkor felkereste Inner Temple-t, hogy jogot tanulhasson – apja nyomdokaiba szeretett volna lépni. 1881-ig tanult, de soha nem helyezkedett el ügyvédként. A jog után visszatért a matematika tudományához; professzorokat helyettesített 1881-ben a King’s College-on, majd 1883-ban a University College-on. 1884-ben a University College London alkalmazott matematikai és mechanikai tanszékének elnökévé jelölték. William Kingdon Clifford után ő lett a Common Sense és a Exact Sciences című újságok szerkesztője. 1891-ben a Greshami Egyetem Geometriai Tanszékének elnökévé jelölték; itt találkozott Walter Frank Raphael Weldon zoológussal. A két kutató sikeresen együttműködött egymással a biometria és az evolúciós kérdések terén egészen Weldon haláláig, 1906-ig. Weldon mutatta be Pearsont Charles Darwin unokaöccsének, Francis Galtonnak, aki szintén érdeklődött az evolúciós elmélet, az öröklődés és az eugenetika iránt. A közös kutatási terület rendkívüli módon összekapcsolta Galtont és Pearsont.
Miután Galton 1911-ben meghalt, Pearson elkezdte megírni barátja életrajzát, forrásokat gyűjtött: leveleket, fotókat, valamint felállította Galton családfáját is. Az első kötet 1914-ben, a második 1924-ben, az utolsó pedig 1930-ban jelent meg. A nyomtatási költségeket maga Pearson fedezte. Az életrajz összefoglalta Galton munkásságát, életét, személyiségét. Úgy gondolta, hogy Galton lesz Erasmus Darwin legnevesebb unokája (és nem Charles Darwin).
Amikor Galton meghalt, a londoni egyetem Eugenikai Tanszéke (később Genetikai Tanszék) vezető nélkül maradt. Pearson volt az első jelölt a vezetői posztra; Galton saját elképzelései szerint irányította a Tanszéket.

## Einstein és Pearson
Albert Einstein 23 évesen barátaival, Maurice Solovine-nel és Conrad Habrichttel együtt kialakították saját tanulócsoportjukat, az Olimpia Akadémiát. Az első olvasásra javasolt könyv Pearson: A tudomány nyelve című műve volt. Ez a könyv több olyan témát is érintett, melyek később szerepeltek Einstein és más tudósok munkáiban, elméleteiben. Pearson azt állította, hogy a világban való lét a benne élők relatív képességeitől függ. Úgy gondolta, hogy ha valaki a fénynél gyorsabban lenne képes mozogni, akkor az egy visszafelé levetített filmhez hasonló képet látna. Pearson olyan további témákban fejtette még ki véleményét, mint például a negyedik dimenzió, antianyag, vagy a kozmológia.
Pearson könyvében kifejtette idealista felfogását, miszerint egyfajta képek, szimbólumok lehetnek az elmében.

## Politika és eugenetika
Pearson nyíltan pártolta a „harcot” az „alsóbbrendű fajok” ellen, a szociáldarwinizmus nevében. Remélte, hogy ez a tudomány álláspontja is, mivel ez egyfajta „mérőszáma” az emberiségnek. Úgy gondolta, hogy ha August Weismann csíraplazma-elmélete helyes, tehát a szerzett tulajdonságok nem öröklődhetnek, akkor a nemzet kiadásai, amiket taníttatásra, életkörülmények javítására költ, felesleges, mivel akkor csak az adott generáció lesz képzett, hosszabbtávú „haszon” azonban nincs- az ő gyermekeik nem öröklik a szerzett tudást, így őket újból tanítani kell. „Egy elfajult és megromlott rétegből sem lesz soha egészséges csoport csakis az oktatás, a törvények és a jó egészségügyi körülmények által. Még ha az adott generáció tagjai elfogadható tagjaivá is válnak a társadalomnak, attól az ő leszármazottjaiknak (ha egyáltalán képesek az adott körülmények között szaporodni) ugyanezen a javulási folyamaton kell keresztülmenniük – ami egy véget nem érő körforgást eredményez.” (Előszó, A tudomány nyelve).
Előadásokat tartott, melyek leginkább a szüfrazsett mozgalmakkal illetve Karl Marx elképzeléseivel foglalkozott; ezek alapján Pearsont kortársai szabadgondolkodónak és szocialistának vélték. Később kiderült, hogy valóban szocialista elveket vall, olyannyira, hogy 1920-ban a Brit Birodalom Érdemrendjének tiszti, 1935-ben pedig lovagi kinevezését is elutasította.

## Statisztika
Pearson újravizsgált, átalakított néhány klasszikus statisztikai módszert:
- Korrelációs együttható: első lejegyzője Francis Galton volt, Pearson a lineáris regresszióval való kapcsolatát vizsgálta.[10]
- Momentumok módszere: Pearson a leíró statisztikában használta ezt a fogalmat
- P-érték: a nullhipotézis megtartásának vagy elvetésének eldöntésére szolgáló mutató.[11]
- Pearson-féle khí-négyzet próba

## Tudományos munkásságának összefoglalója
- Középkori és 16. századi német irodalmat tanult a berlini és a heidelbergi egyetemen (1879-1880).
- Jogot hallgatott (1881.)
- A Matematika Professzorának választották (1881 – King’s College, London, 1883- University College, London).
- Megalapította a Férfiak és Nők Klubját a nemek közötti egyenlőtlenségek leküzdésének céljából.
- Az alkalmazott matematikai és mechanikai tanszék elnökévé választották (University College, London, 1884).
- A Geometria Professzorává választották (Gresham College, 1891).
- Együttműködött Walter Frank Raphael Weldonnal a biometriai és az evolúciós elmélet részletesebb megismerése céljából (1891-1906).
- Weldonnal és Francis Galtonnal megalapították a Biometrika című lapot. – 1901.
- Megalapította az alkalmazott statisztikai tanszéket a biometrikai laboratóriummal együttműködve (University College London).
- Kiadta az Eugenetikai Évkönyvet (1925).

## Publikációi
- The New Werther (1880)
- The Trinity, A Nineteenth Century Passion Play (1882)
- The Trinity: a nineteenth century passion-play (E. Johnson, Cambridge, 1882)
- A history of the theory of elasticity and of the strength of materials from Galilei to the present time (University Press, Cambridge, 1886-1893; editor)
- The Ethic of Freethought (1886)
- Die Fronica (1887)
- The moral basis of socialism (W. Reeves, London, 1887)
- The positive creed of freethought: with some remarks on the relation of freethought to socialism (W. Reeves, London, 1888)
- Enthusiasm of the market place and of the study (1885)
- The common sense of the exact sciences (Kegan Paul & Co, London, 1885; editor)
- Matter and soul (1886)
- The ethic of Freethought: a selection of essays and lectures (T. Fisher Unwin, London, 1888)
- The Grammar of Science (1892), Dover Publications, 2004 edition, ISBN 0-486-49581-7
- The grammar of science (1892)
- The new university for London: a guide to its history and a criticism of its defects (T. Fisher Unwin, London, 1892)
- On the dissection of asymmetrical frequency curves (1894)
- Skew variation in homogeneous material (1895)
- Reaction! A criticism of Mr Balfour's attack on rationalism (1895)
- Regression, heredity and panmixia (1896)
- The chances of death and other studies in evolution (E. Arnold, London, 1897) Online version at [1] and vol.2 only at archive.org at [2]
- On the criterion that a given system of deviations from the probable in the case of a correlated system of variables is such that it can be reasonably supposed to hove arisen from random sampling (1900)
- National life from the stand-point of science An address delivered at Newcastle (A. & C. Black, London, 1901)
- Mathematical contributions to the theory of evolution (1904)
- A mathematical theory of random migration (1906)
- Studies in national deterioration (1907)
- A first study of the inheritance of vision and of the relative influence of heredity and environment on sight (London, 1909)
- On a practical theory of elliptical and pseudo-elliptical arches, with special reference to the ideal masonry arch (with W. D. Reynolds and W. F. Stanton; 1909)
- A second study of the statistics of pulmonary tuberculosis: marital infection (London, 1908; editor)
- The groundwork of eugenics (1909)
- The problem of practical eugenics(1909)
- The treasury of human inheritance (Dulau & Co., London, 1909; editor)
- Nature and nurture, the problem of the future: A presidential address (1910)
- A preliminary study of extreme alcoholism in adults (with A. Barrington, London; 1910)
- Supplement to the memoir (by Ethel Elderton) entitled: The influence of parental alcoholism on the physique and ability of the offspring: A reply to the Cambridge economists (1910)
- A second study of the influence of parental alcoholism on the physique and ability of the offspring (1910)
- A monograph on albinism in man (with Edward Nettleship and Charles Usher; 1911)
- The academic aspect of the science of eugenics: A lecture delivered to undergraduates (1911)
- Eugenics and public health: An address to public health officers (1912)
- Tuberculosis, heredity and environment (1912)
- Darwinism, medical progress and eugenics: The Cavendish lecture, an address to the medical profession (1912)
- Social problems, their treatment, past, present, and future A lecture (1912)
- On the correlation of fertility with social value: a cooperative study (1913)
- On the handicapping of the first-born (1914)
- Tables for statisticians and biometricians (London, 1914; editor)
- Mendelism and the problem of mental defect (1914)
- Tables for Statisticians and Biometricians (1914)
- A statistical study of oral temperatures in school children, with special reference to parental, environmental, and class differences with M. H. Williams and Julia Bell (1914)
- The life, letters and labours of Francis Galton (Cambridge University Press, Cambridge, 1914)
- The life, letters and labours of Francis Galton (three volumes: 1914, 1924, 1930; available in full at Galton website)
- On the torsion resulting from flexure in prisms with cross-sections of uni-axial symmetry only (with A. W. Young and Ethel Elderton; 1918)
- A study of the long bones of the English skeleton (London, 1919)
- Tracts for computers(London, 1919; editor)
- On the construction of tables and on interpolation (London, 1920)
- The science of man: its needs and its prospects (London, 1920)
- Side lights on the evolution of man (London, 1921)
- On the sesamoids of the knee-joint (Cambridge, 1922)
- Tables of the incomplete G-function: computed by the staff of the Department of Applied Statistics, University College London, 1922; editor)
- Study of the data provided by a baby-clinic in a large manufacturing town (Cambridge, 1922)
- Francis Galton, 1822-1922, a centenary appreciation (London, 1922)
- Charles Darwin, 1809-1882, an appreciation(London, 1923)
- On the relationship of health to the psychial and physical characters in school children (Cambridge, 1923)
- Home conditions and eyesight: some recent misinterpretations of the problem of nurture and nature'
- On the skull and portraits of George Buchanan (Oliver & Boyd, Edinburgh, London, 1926)
- The right of the unborn child (Cambridge University Press, London, 1927)
- The skull and portraits of Henry Stewart, Lord Darnley, and their bearing on the tragedy of Mary, Queen of Scots (1928)
- Tables of the incomplete beta-function (The Proprietors of Biometrika, London, 1934; editor)
- Tables of Incomplete Beta Function (1934)

## Díjak, elismerések
- 1896 – A Royal Society tagjává választották (FRS)[12]
- 1898 – Darwin-éremmel díjazták
- 1911 – Tiszteletbeli diplomát kapott a St. Andrew Egyetemtől.
- 1911 – doktori címet kapott a Londoni Egyetemtől
- 1920 – A Brit Birodalom Érdemrendjének tisztjévé jelölték (elutasította)
- 1932 – A berlini Antropológiai Társaság Rudolf Virchow-éremmel jutalmazta
- 1935 – lovagi címet ajándékoztak neki (elutasította)

Ezeken kívül megválasztották a cambridge-i King’s College, az edinburgh-i Royal Society és a londoni University College tiszteletbeli tagjává.
Pearson kutatásai nemcsak a matematikában és a statisztikában volt kiemelkedőek, hanem közvetve hatással volt a biológiára, az epidemológiára, az antropometriára, a gyógyszerészetre és a társadalomtörténetre is. 1901-ben Weldonnal és Galtonnal együtt elindították a Biometrika című lapot, melynek fő témája és egyben célja a statisztikai elméletek kibővítése volt; az újságot egészen haláláig szerkesztette. Ezen kívül Pearson 1925-ben megalapította az Eugenetikai Évkönyvet (ma Humángenetikai Évkönyv). 1936. április 27-én halt meg.

## Fordítás
- Ez a szócikk részben vagy egészben  a   Karl Pearson című angol Wikipédia-szócikk fordításán alapul.  Az eredeti cikk szerkesztőit annak laptörténete sorolja fel. Ez a jelzés csupán a megfogalmazás eredetét és a szerzői jogokat jelzi, nem szolgál a cikkben szereplő információk forrásmegjelöléseként.